# Ai no Dai 6 Kan
Albums de Morning Musume
No.5
(26 mars 2003) Rainbow 7
(15 février 2006)
Compilations par Morning Musume
Best! Morning Musume 2
(31 mars 2004) Morning Musume Early Single Box
(15 déc. 2004)
Singles
1. Roman ~My Dear Boy~
Sortie : 12 mai 2004
2. Joshi Kashimashi Monogatari
Sortie : 22 juillet 2004
3. Namida ga Tomaranai Hōkago
Sortie : 3 novembre 2004

Ai no Dai 6 Kan (愛の第6感, Ai no Dai Rokkan, trad. : "le sixième sens de l'amour") est le sixième album régulier du groupe Morning Musume, sorti en 2004.

## Présentation
L'album sort le 8 décembre 2004 au Japon sur le label zetima. Il est écrit, composé et produit par Tsunku. Il sort près de deux ans après le précédent album du groupe, No.5, à la suite de la sortie entre-temps de la compilation Best! Morning Musume 2. Il atteint la 7e place du classement des ventes de l'Oricon, et reste classé pendant huit semaines, pour un total de 73 333 exemplaires vendus durant cette période. Il restera le huitième album le plus vendu du groupe.
Il contient douze titres, dont les chansons-titres des trois derniers singles d'alors, sortis précédemment dans l'année : Roman ~My Dear Boy~, Joshi Kashimashi Monogatari et Namida ga Tomaranai Hōkago ; il ne contient cependant pas celles des cinq singles qui les ont précédés, qui ne figurent donc que sur la compilation Best! 2.
C'est le premier album original du groupe avec les quatre membres de la "6e génération" arrivées un an et demi auparavant : Miki Fujimoto, Eri Kamei, Sayumi Michishige, et Reina Tanaka. C'est aussi son premier album original à sortir après les départs de Kei Yasuda, qui a quitté le groupe en 2003, et de Natsumi Abe, Ai Kago et Nozomi Tsuji qui l'ont quitté dans l'année ; ces deux dernières ne sont pas créditées bien qu'ayant chanté sur deux des titres, sortis précédemment en singles avant leur départ (Roman ~My Dear Boy~ et Joshi Kashimashi Monogatari). C'est le dernier album avec Kaori Iida (dernière membre fondatrice restante), Mari Yaguchi (dernière membre de la 2e génération), et Rika Ishikawa (4e), qui quitteront le groupe l'année suivante.

## Détails
La chanson Haru no Uta n'est interprétée que par les quatre plus anciennes membres restantes du groupe (Iida, Yaguchi, Yoshizawa, et Ishikawa) ; les huit autres interprètent de leur côté la chanson Lemon Iro to Milk Tea.
La chanson Joshi Kashimashi Monogatari figure sur l'album en deux versions, la deuxième étant ré-enregistrée sans les parties vocales consacrées à Kago et Tsuji qui ont quitté le groupe après la sortie en single de la première version ; une troisième version figurera sur l'album suivant, Rainbow 7 de 2006, ré-enregistrée avec la formation d'alors.
La chanson Chokkan ~Toki to Shite Koi wa~ sera ré-enregistrée en 2005 pour sortir en single sous le titre Chokkan 2 ~Nogashita Sakana wa Ōkiizo!~.
Les chansons Roman ~My Dear Boy~, Ship To The Future, et Help!!, sont tirées d'une comédie musicale jouée par le groupe en 2004 : Help!! Atchii Chikyu o Samasunda. La chanson Help!! est aussi réenregistrée dans une version différente par Rika Ishikawa et Sayumi Michishige dans le cadre de leur duo Ecomoni, version qui figure sur la compilation du Hello! Project Petit Best 5 qui sort le même mois que N°5 ; une troisième version de Help!! figurera sur la compilation suivante, Petit Best 6 de 2005, interprétée cette fois par "Ecomoni & Morning Musume".

## Formation
Membres du groupe créditées sur l'album :
- 1er génération : Kaori Iida
- 2e génération : Mari Yaguchi
- 4e génération : Rika Ishikawa, Hitomi Yoshizawa,
- 5e génération : Ai Takahashi, Asami Konno, Makoto Ogawa, Risa Niigaki
- 6e génération : Miki Fujimoto, Eri Kamei, Sayumi Michishige, Reina Tanaka

## Titres
Toutes les chansons sont écrites et composées par Tsunku.
| CD          | CD                                                    | CD                                                                        | CD         | CD | CD | CD | CD | CD | CD |
| No          | Titre                                                 | Origine, ou interprètes                                                   | Durée      |    |    |    |    |    |    |
| ----------- | ----------------------------------------------------- | ------------------------------------------------------------------------- | ---------- | -- | -- | -- | -- | -- | -- |
| 1.          | Namida ga Tomaranai Hōkago (涙が止まらない放課後)     | 24e single                                                                | 3 min 46 s |    |    |    |    |    |    |
| 2.          | Sukiyaki (すき焼き)                                   |                                                                           | 3 min 05 s |    |    |    |    |    |    |
| 3.          | Haru no Uta (春の歌)                                  | Interprété par Iida, Yaguchi, Yoshizawa, et Ishikawa                      | 4 min 16 s |    |    |    |    |    |    |
| 4.          | Joshi Kashimashi Monogatari (女子かしまし物語)        | 23e single                                                                | 6 min 00 s |    |    |    |    |    |    |
| 5.          | Chokkan ~Toki to Shite Koi wa~ (直感～時として恋は～) |                                                                           | 4 min 15 s |    |    |    |    |    |    |
| 6.          | Dokusenyoku (独占欲)                                  |                                                                           | 3 min 46 s |    |    |    |    |    |    |
| 7.          | Lemon Iro to Milk Tea (レモン色とミルクティ)          | Par Takahashi, Konno, Ogawa, Niigaki, Fujimoto, Kamei, Michishige, Tanaka | 3 min 31 s |    |    |    |    |    |    |
| 8.          | Roman ~My Dear Boy~ (浪漫～My Dear Boy～)             | 22e single                                                                | 3 min 56 s |    |    |    |    |    |    |
| 9.          | Koe (声)                                              |                                                                           | 5 min 36 s |    |    |    |    |    |    |
| 10.         | Help! (HELP!!)                                        |                                                                           | 2 min 28 s |    |    |    |    |    |    |
| 11.         | Ship! To the Future (SHIP! TO THE FUTURE)             |                                                                           | 3 min 33 s |    |    |    |    |    |    |
| 12.         | Joshi Kashimashi Monogatari 2 (女子かしまし物語2)     | Nouvelle version de Joshi Kashimashi Monogatari                           | 5 min 08 s |    |    |    |    |    |    |
| 49 min 20 s |                                                       |                                                                           |            |    |    |    |    |    |    |